# Hermann Delago
Hermann Delago (* 2. April 1875 in Rietz; † 9. Dezember 1962 in Innsbruck) war ein österreichischer Alpinist und Führerautor.

## Leben
Die Familie Delago stammt aus Pufels (lad. Bula, it. Bulla) bei St. Ulrich im äußeren Grödner Tal. Im letzten Viertel des 19. Jahrhunderts wanderte Josef Delago nach Rietz im Oberinntal aus, wo sein Sohn Hermann geboren wurde.
1889 bis 1893 war Hermann Delago Buchdruckerlehrling in Innsbruck. Bereits in dieser Zeit war er zumeist als Alleingänger auf der Suche nach neuen Touren unterwegs und machte zahlreiche Erstbesteigungen, wie etwa die Sonnenwand im Sellrain (1894). 1895 übersiedelte er nach Brixen, wo er beim katholisch-politischen Preßverein eine Anstellung fand. Am 22. September 1895 bestieg Hermann Delago als erster und im Alleingang den schwierigsten der drei Vajolettürme im Rosengarten in den Dolomiten, welcher seither seinen Namen trägt. 1896 bestieg er ebenfalls im Alleingang den Murfreidturm. 1907 kletterte er gemeinsam mit Paul Mayr und Anton Schmid am Langkofeleck, wo ein Kaminausstieg seinen Namen trägt. Von 1900 bis 1910 war er als Buchdrucker in München, Stuttgart und Passau tätig. 1911 kehrte er nach Innsbruck zurück, wo er bis zu seiner Pensionierung im Jahre 1940 beim Tyrolia-Verlag als Maschinensetzer arbeitete.
1956 wurde ihm die Ehrenmitgliedschaft des Österreichischen Alpenvereins, 1962 des Südtiroler Alpenvereins verliehen. Neben den zahlreichen alpinistischen Pionierleistungen ist Hermann Delago vor allem durch sein Dolomiten-Wanderbuch, welches bis 1983 in zahlreichen Auflagen erschienen ist, bekannt. Die Hermann-Delago-Straße in Bruneck ist nach ihm benannt.

## Erstbegehungen
- Ostturm der Schlickerzinnen (2578 m), 1894[2]
- Vordere Sonnenwandspitze im Sellrain (3.159 m), 16. August 1894[3]
- Hintere/Hohe Grubenwand (3.175 m) im Sellrain, 29. Juli 1894[4]
- Delagoturm im Rosengarten (2790 m), 22. September 1895
- Murfreidturm (2709 m), Erstbesteigung im Alleingang, 28. Juni 1896[5]
- Steingrubenwand (2580 m) über den Nordwestgrat, mit Emil Spötl, am 24. Mai 1900[6][7]
- Nordzinne (ca. 2562 m) über den Nordwestgrat, mit Hermann Grissemann und Fritz Miller(?), 29. Juni 1900
- Nördliche Lizumernadel, mit Hermann Grissemann, Hans Kremser und Otto Melzer, 1. Juli 1900[7]
- Delagokamin (Langkofeleck), mit Paul Mayr und Anton Schmid, 1907

## Schriften
- Die Zillertaler Alpen (Wagners Alpine Spezialführer III), Innsbruck: Wagner’sche Univ. Buchhandlung 1925.
- Dolomiten-Wanderbuch, Innsbruck: Verlagsanstalt Tyrolia 1930.
- Ötztal, Pitztal, Kaunertal (Berge und Täler im Gau Tirol, Bd. 1), Innsbruck: Deutscher Alpenverlag Ges.m.b.H. 1939.
- Stubai, Sellrain (Berge und Täler im Gau Tirol, Bd. 2), Innsbruck: Deutscher Alpenverlag Ges.m.b.H. 1939.
- Stubai, Gschnitztal, Obernbergtal, Sellrain, Kühtai (Berg- u. Wanderführer), Innsbruck: Tyrolia Verlag 1957.